# Cor Blekemolen
Cornelius „Cor“ Blekemolen (* 7. Februar 1894 in Amsterdam; † 28. November 1972 in Hilversum) war ein niederländischer Radrennfahrer.

## Sportliche Laufbahn
Cor Blekemolen wurde im Amsterdamer Viertel Jordaan als Sohn eines Metzgers geboren. Nach der Schule arbeitete er als Bote und in einer Fahrradhandlung. Durch einen Nachbarn, der mit Jaap Eden befreundet war, kam er zum Radsport. 1909 wurde er Mitglied des Vereins De Germaan und wurde im Jahr darauf Clubmeister über 50 Kilometer.
1912 wurde Blekemolen in Nijmegen Dritter der niederländischen Straßenmeisterschaft. Am 2. August 1914, wenige Tage nach Ausbruch des Ersten Weltkriegs, errang er bei den Bahn-Weltmeisterschaften in Kopenhagen den Titel bei den Amateur-Stehern, nachdem er schon im Jahr zuvor den dritten Platz belegt hatte. Nach diesem Wettbewerb wurden die Weltmeisterschaften abgebrochen.
Von 1914 bis 1934 war Cor Blekemolen Profi. In dieser Zeit fuhr er Rennen in Europa und in den USA; er wurde „The Flying Dutchman“ genannt. Dreimal wurde er niederländischer Steher-Meister und viele Male Zweiter sowie Dritter.
Nach dem Ende seiner aktiven Karriere wurde Blekemolen, der für seinen starken Zigarrenkonsum schon während seiner Sportlerzeit bekannt war, ehrenamtlicher Trainer der Steher-Schule des niederländischen Radsportverbandes Koninklijke Nederlandsche Wielren Unie (KNWU) und Mitglied der Sportkommission. Einer seiner Schützlinge, Arie van Houwelingen, trat 1959 in Blekemolens Fußstapfen als Amateur-Weltmeister der Steher. Wegen seiner angenehmen Umgangsformen war Blekemolen sehr beliebt; er sprach sechs Sprachen. Schon vor dem Weltkrieg kam er mit der Theater- und Filmwelt beruflich in Berührung; auch war er mit einer Operettensängerin verheiratet. Zwischen den Weltkriegen organisierte er „Home-Trainer-Shows“, bei denen Radrennfahrer in Theatern auf Hometrainern gegeneinander „Rennen“ fuhren, eingerahmt von Tänzern und Akrobaten. Nach 1945 war er viele Jahre lang Direktor des Churchill-Theaters in Hilversum.

## Erfolge
1914
- Amateur-Weltmeister – Steherrennen
- Niederländischer Meister – Steherrennen

1920
- Niederländischer Meister – Steherrennen

1932
- Niederländischer Meister – Steherrennen